# Ribjek, Osilnica
Ribjek je naselje v Občini Osilnica.